# Ulrich Sinn
Ulrich Sinn (* 4. Oktober 1945 in Bevensen) ist ein deutscher Klassischer Archäologe.
Ulrich Sinn machte 1965 sein Abitur am humanistischen Gymnasium Johanneum in Lüneburg. Nach dem Wehrdienst studierte er zunächst 1967 bis 1968 Pädagogik in Karlsruhe, danach Klassische Archäologie, Alte Geschichte und Kunstgeschichte vor allem in Freiburg. Während dieser Zeit nahm er an Ausgrabungen in Unteritalien und Griechenland teil und weilte zu Studienaufenthalten in Athen und Olympia.
Sinn wurde 1975 bei Walter-Herwig Schuchhardt mit einer Arbeit über Die ‚Homerischen’ Becher. Hellenistische Reliefkeramik aus Makedonien promoviert. 1974/75 folgte ein einjähriges Volontariat bei den Staatlichen Kunstsammlungen in Kassel. 1975/76 war er Reisestipendiat des Deutschen Archäologischen Instituts. Von 1976 bis 1979 war Sinn Referent am  Deutschen Archäologischen Institut, Abteilung Athen, wo er unter anderem an den Ausgrabungen im Heraion von Samos mitwirkte. Anschließend war Sinn 1979 bis 1984 Wissenschaftlicher Assistent am Archäologischen Institut der Universität Bonn. 1982 wurde er zum Korrespondierenden Mitglied des Deutschen Archäologischen Instituts gewählt. Seit 1985 leitet Sinn das internationale Forschungsprojekt „Olympia in der römischen Kaiserzeit und der Spätantike“ im Rahmen der Olympiagrabung des Deutschen Archäologischen Instituts. Dazu kamen Lehrtätigkeiten an verschiedenen internationalen Institutionen in Athen. 1989 wurde Sinn an der Universität Bonn mit dem Thema Die griechischen Heiligtümer als Stätten der Hikesie habilitiert. Von 1992 bis 1994 war Sinn Professor für Klassische Archäologie an der Universität Augsburg, von 1994 bis 2011 Inhaber des Lehrstuhls für Klassische Archäologie an der Universität Würzburg. Damit verbunden war die Leitung der Antikensammlung des Martin von Wagner Museums der Universität. Von 2003 bis 2009 war Sinn Vizepräsident der Universität Würzburg.
Sinns Forschungsschwerpunkte sind die Funktionen, Ausstattung und Topographie griechischer Heiligtümer, besonders von Olympia, die griechische Bauplastik, Kleinkunst und Vasenmalerei, die antike Sportgeschichte und die antike Architektur.
Sinn ist mit der Klassischen Archäologin Friederike Sinn verheiratet.

## Schriften (Auswahl)
- Die Homerischen Becher. Hellenistische Reliefkeramik aus Makedonien (= Mitteilungen des Deutschen Archäologischen Instituts, Athenische Abteilung. Beiheft 7). Berlin 1979.
- Das Heiligtum der Artemis Limnatis bei Kombothekra. In: Mitteilungen des Deutschen Archäologischen Instituts, Athenische Abteilung 96, 1981, S. 25–71.
- Olympia. Kult, Sport und Fest in der Antike. C. H. Beck, München 1996, 2. aktualisierte Auflage 2002 (C. H. Beck Wissen 39) (Englische Ausgabe, erweitert und aktualisiert: Olympia. Cult, Sport, and Ancient Festival. Markus Wiener Publishers, Princeton NJ 2000) (auch als Hörbuch, Dokumentarfilm und in einer spanischen und tschechischen Ausgabe).
- Olympia. In: Der Neue Pauly. Band 8, 2000, S. 1169–1183.
- Einführung in das Studium der Klassischen Archäologie. C. H. Beck, München 2000.
- Das antike Olympia. Götter, Spiel und Kunst. 3. Auflage, C. H. Beck, München 2004.
- Athen. Archäologie und Geschichte. C. H. Beck, München 2004 (Beck’sche Reihe Wissen).
- Die 101 wichtigsten Fragen. Antike Kunst. C. H. Beck, München 2007, ISBN 978-3-406-54805-5.
- Aristophanes: Die Vögel. Deutsche Textfassung. Für die neuzeitliche Bühne eingerichtet und kommentiert. Ergon-Verlag, Würzburg 2011, ISBN 978-3-89913-843-6.